# Heliconius
Genre
Heliconius est un genre de lépidoptères (papillons) de la famille des Nymphalidae et de la sous-famille des Heliconiinae. Ils sont originaires d'Amérique tropicale et subtropicale.

## Morphologie

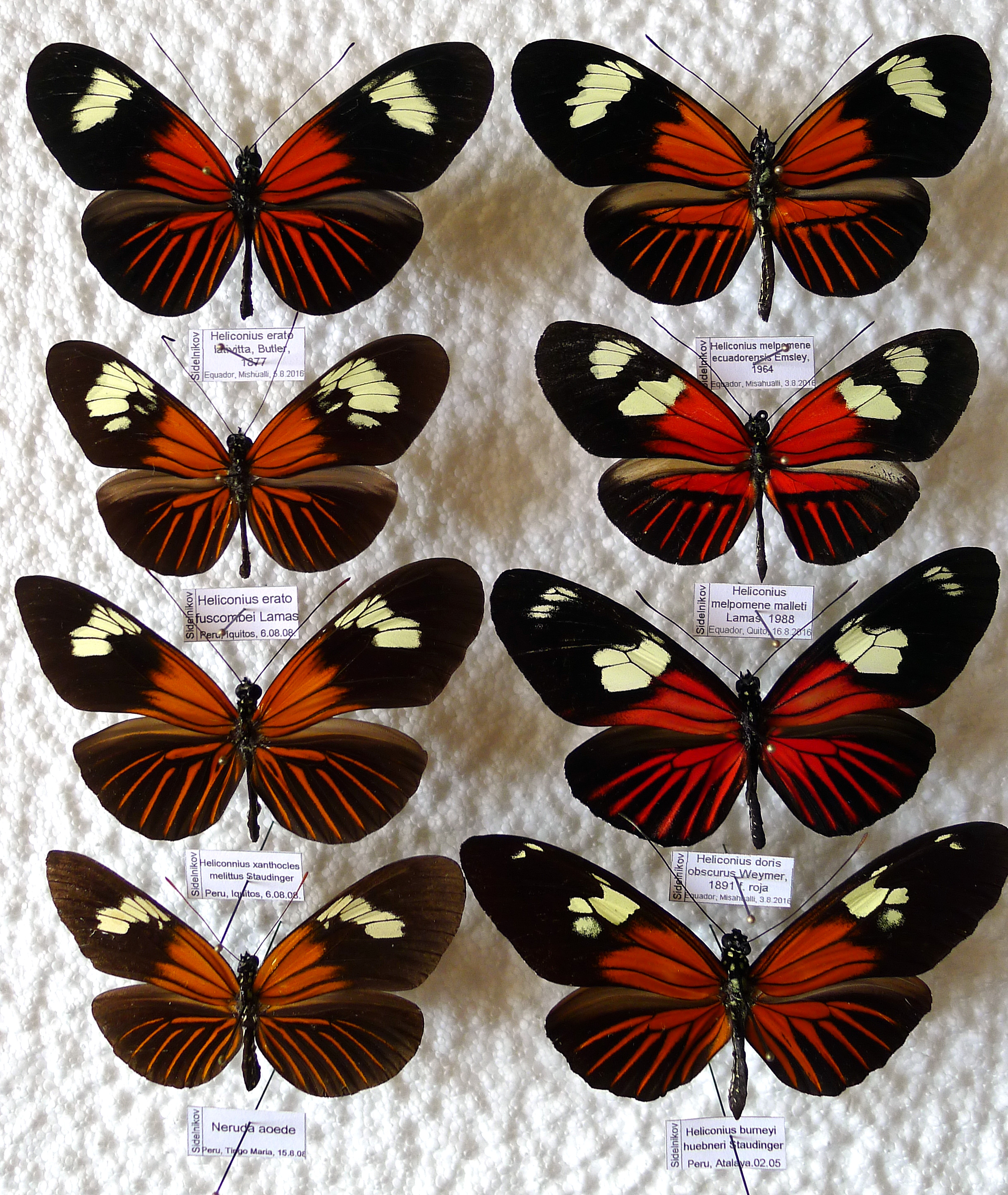
Spécimens étalés de six espèces différentes (huit sous-espèces) dHeliconius, formant un anneau de mimétisme mullérien. Ces espèces peuvent avoir une apparence très différente dans d'autres régions.

Les imagos des Heliconius sont de grands papillons aux couleurs vives et aux motifs très variables, y compris au sein d'une même espèce. Leurs différentes formes sont impliquées dans des anneaux de mimétisme mullérien, dans lesquels plusieurs espèces vivant en un même endroit voient leur apparence converger. Pour cette raison, ces espèces font l'objet de nombreuses recherches sur le mimétisme et la spéciation.

## Biologie
Les plantes hôtes de leurs chenilles sont des passiflores.

## Distribution géographique
Les Heliconius sont originaires de l'écozone néotropicale, plus précisément des régions tropicales et subtropicales de l'Amérique, sur une aire s'étendant du Sud des États-Unis au Brésil en passant par l'Amérique centrale et les Antilles. La diversité spécifique est maximale dans le bassin amazonien.

## Liste des espèces

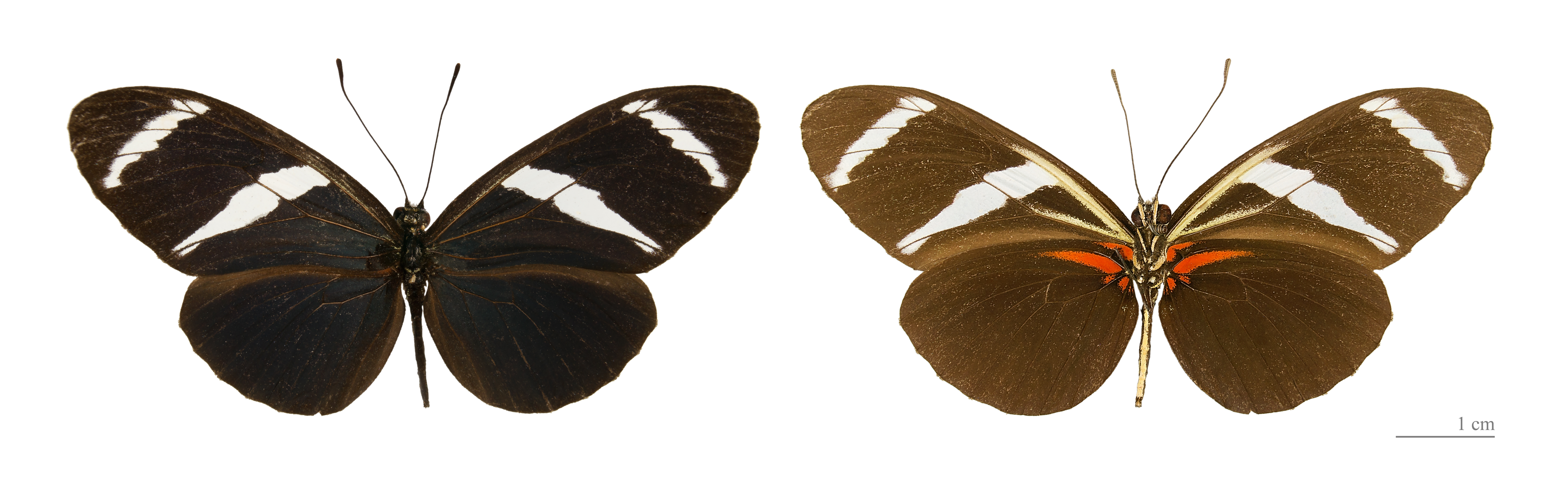
Heliconius antiochus

Heliconius aoede

Heliconius burneyi

Heliconius demeter

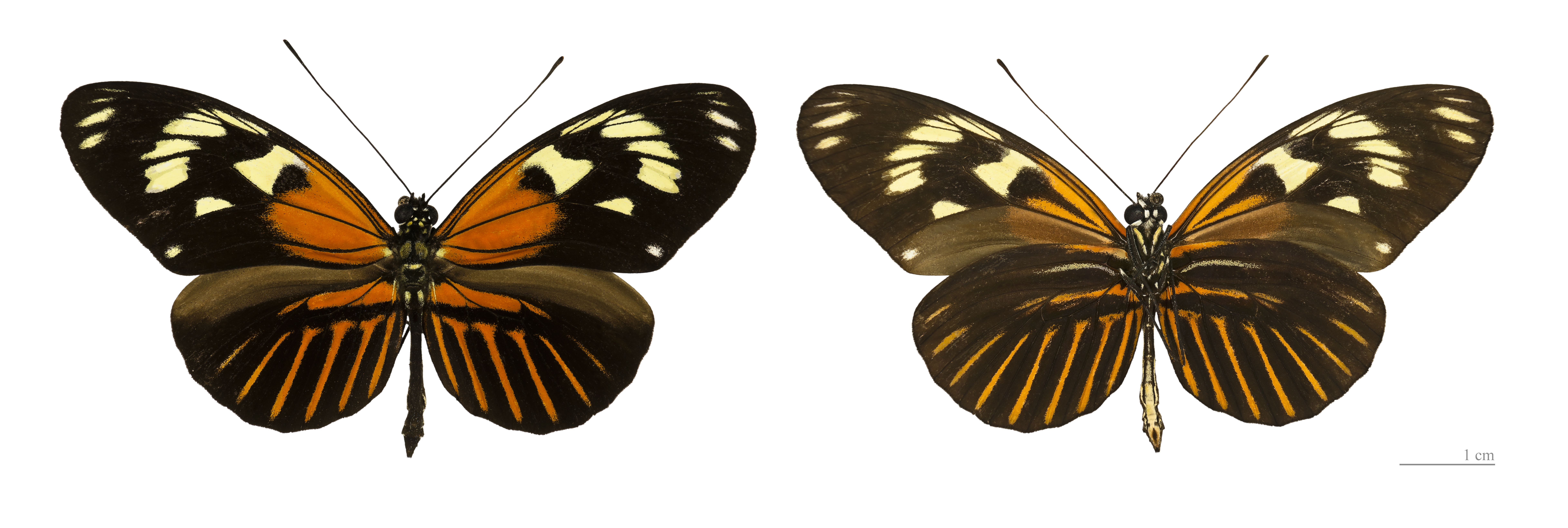
Heliconius elevatus

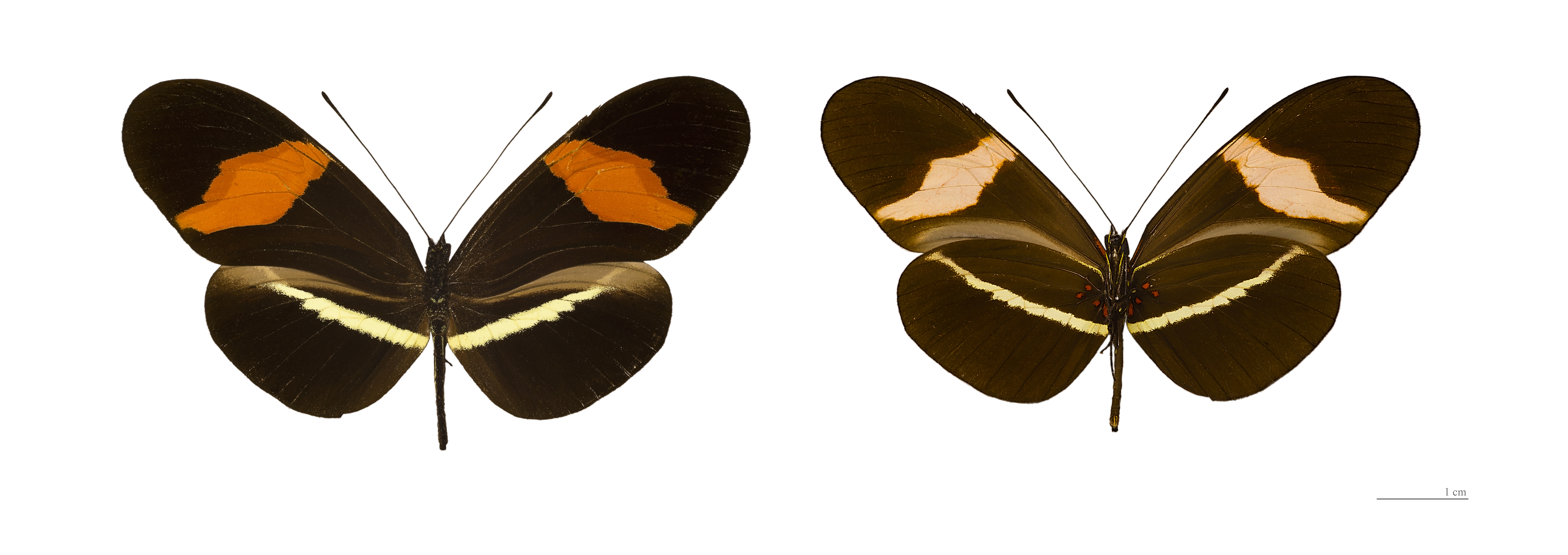
Heliconius erato

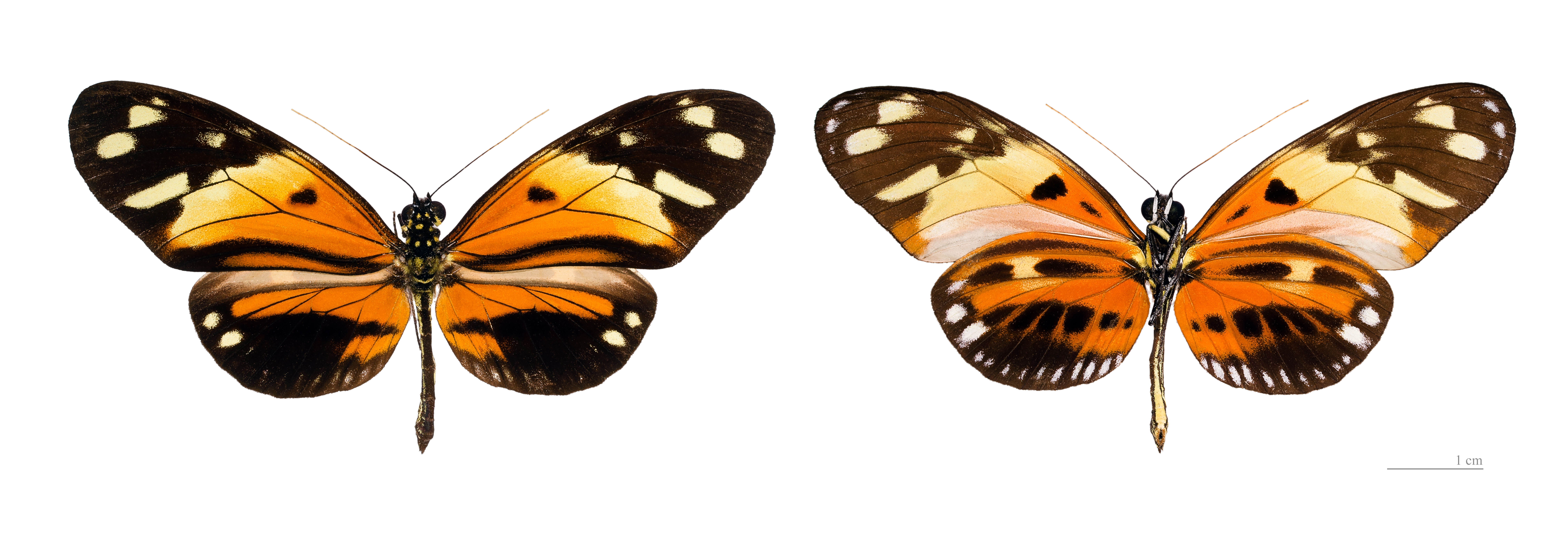
Heliconius numata

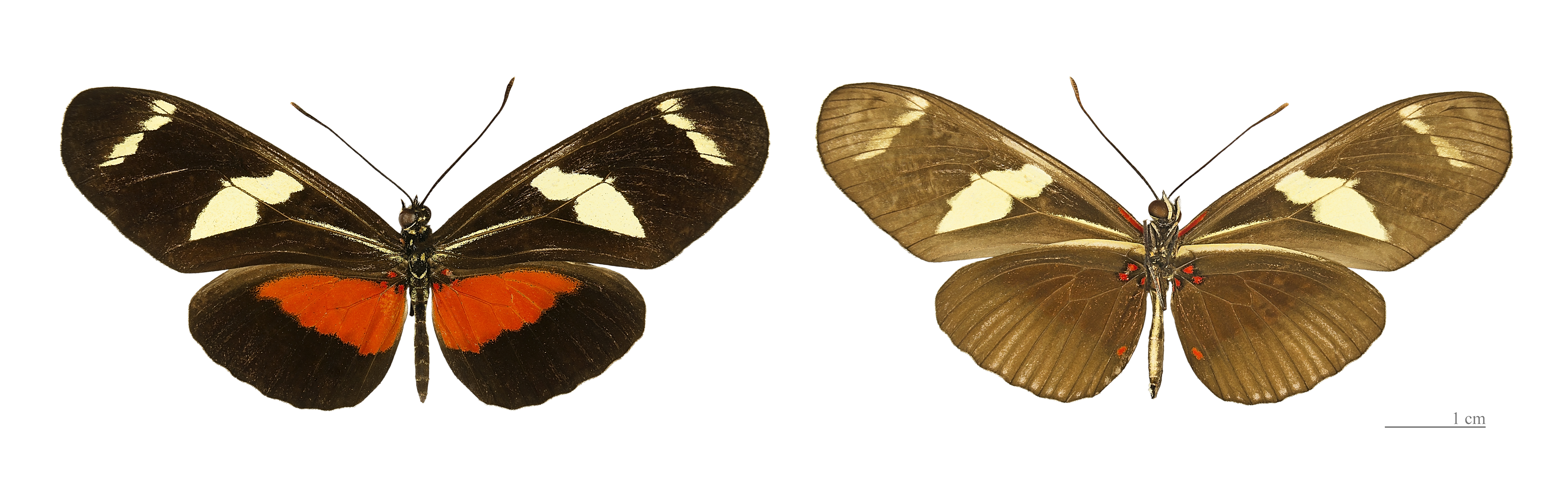
Heliconius ricini

Heliconius sara

Heliconius wallacei

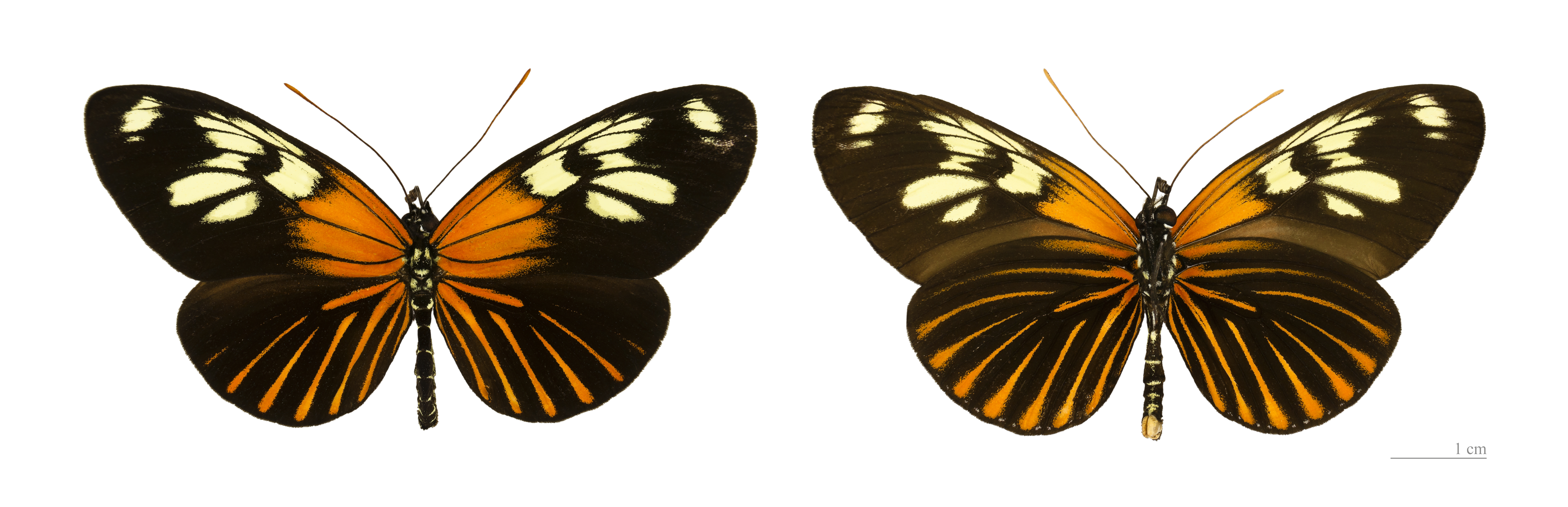
Heliconius xanthocles

Très diversifié, ce genre comprend environ 45 espèces :
- Heliconius antiochus (Linnaeus, 1767)
- Heliconius aoede (Hübner, [1813])
- Heliconius astraea Staudinger, [1897]
- Heliconius atthis Doubleday, [1847]
- Heliconius besckei Ménétriès, 1857
- Heliconius burneyi (Hübner, [1831])
- Heliconius charithonia (Linnaeus, 1767)
- Heliconius clysonymus Latreille, [1817]
- Heliconius congener Weymer, 1890
- Heliconius cydno Doubleday, 1847
- Heliconius demeter Staudinger, [1897]
- Heliconius doris (Linnaeus, 1771)
- Heliconius egeria (Cramer, [1775])
- Heliconius eleuchia Hewitson, 1854
- Heliconius elevatus Nöldner, 1901
- Heliconius erato (Linnaeus, 1764)
- Heliconius ethilla (Godart, 1819)
- Heliconius godmani Staudinger, 1882
- Heliconius hecale (Fabricius, 1777)
- Heliconius hecalesia Hewitson, 1854
- Heliconius hecuba Hewitson, 1858
- Heliconius hermathena Hewitson, 1854
- Heliconius heurippa Hewitson, 1854
- Heliconius hierax Hewitson, 1869
- Heliconius himera Hewitson, 1867
- Heliconius hortense Guérin-Méneville, [1844]
- Heliconius ismenius Latreille, [1817]
- Heliconius lalitae Brévignon, 1996
- Heliconius leucadia Bates, 1862
- Heliconius luciana Lichy, 1960
- Heliconius melpomene (Linnaeus, 1758)
- Heliconius metharme (Erichson, [1849])
- Heliconius metis (Moreira & Mielke, 2010)
- Heliconius nattereri C. & R. Felder, [1865]
- Heliconius numata (Cramer, [1780])
- Heliconius pardalinus Bates, 1862
- Heliconius peruvianus C. & R. Felder, 1859
- Heliconius ricini (Linnaeus, 1758)
- Heliconius sapho (Drury, 1782)
- Heliconius sara (Fabricius, 1793)
- Heliconius telesiphe (Doubleday, 1847)
- Heliconius timareta Hewitson, 1867
- Heliconius tristero Brower, 1996
- Heliconius wallacei (Reakirt, 1866)
- Heliconius xanthocles Bates, 1862

## Systématique
Le genre Heliconius a été décrit par l'entomologiste polonais Jan Krzysztof Kluk en 1780,.
L'espèce type pour le genre est Heliconius charithonia (Linnaeus, 1767).
Le genre a de nombreux synonymes :
- Migonitis Hübner, 1816[4]
- Sunias Hübner, 1816
- Sicyonia Hübner, 1816[5]
- Ajantis Hübner, 1816
- Apostraphia Hübner, 1816
- Heliconia Latreille, 1818
- Laparus Billberg, 1820
- Crenis Hübner, 1821
- Phlogris Hübner, [1825][6]
- Podalirius Gistel, 1848
- Blanchardia Buchecker, [1880][7]
- Neruda Turner, 1976

Les anciens genres Laparus (qui avait pour seule espèce H. doris) et Neruda (qui regroupait H. aoede, H. godmani, H. metharme et H. metis) ont récemment été mis en synonymie avec Heliconius à la suite d'études de phylogénétique moléculaire.